# Wie het laatst lacht, lacht het best
Wie het laatst lacht, lacht het best is een hoorspel van James Follett. A Touch of Slander werd op 19 november 1977 uitgezonden door de BBC. De TROS bracht het op maandag 26 november 1979, van 22:02 uur tot 22:44 uur. Voor de vertaling zorgde Joke van den Berg. De regisseur was Bert Dijkstra.

## Rolbezetting
- Corry van der Linden (Sarah)
- Jan Borkus (Edwin)
- Hans Karsenbarg (Finch)
- Joke Reitsma-Hagelen (Anthea)
- Eric van Ingen (Mortimer)
- Joke van den Berg (mevrouw Quinn)
- Frans Kokshoorn (Thorne)
- Nico Engelschman (rechter)
- Joop van der Donk (deurwaarder)
- Willy Ruys (voorzitter)

## Inhoud
Terwijl de MacBryans verwachten het geld van grootvader te erven, wordt elk van hen door de lokale krant beklad. Ze worden aangemoedigd vervolging in te stellen en blijken er met meer uit te komen dan ze dachten, maar er zit een adder onder het gras…